# Studentenproteste in Deutschland 2009

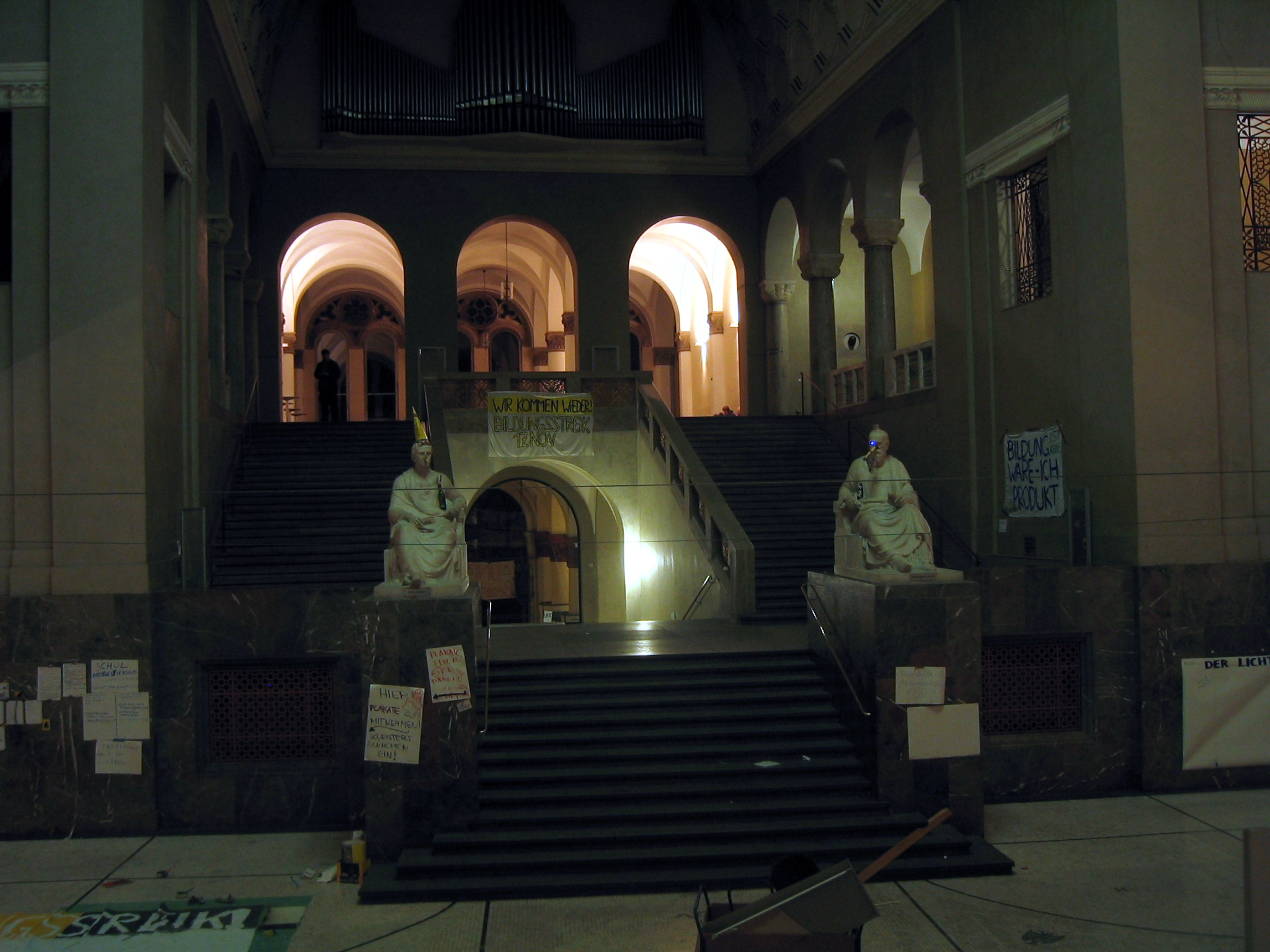
Umgestalteter Lichthof der LMU München während der Studentenproteste

Im Verlauf des Jahres 2009 fanden in Deutschland Studentenproteste statt. Die Proteste erfolgten als Reaktion auf Reformen im deutschen Bildungswesen. Sie richteten sich insbesondere gegen die Umsetzung der Bologna-Reform, gegen Studiengebühren und gegen die Ökonomisierung der Bildung. Im Zuge der Proteste wurden im November an über 70 Hochschulen und deutschen Universitäten Hörsäle und weitere Räume besetzt. Der Großteil der Proteste fand im Rahmen des Bundesweiten Bildungsstreiks statt.

## Verlauf
Ende des Jahres 2008 war es vermehrt zu Protesten von Studenten und Schülern gegen Reformen im Bildungswesen gekommen. Am 12. November 2008 fand ein bundesweiter Schulstreik statt. Infolgedessen kam bereits 2008 die Idee auf, einen bundesweiten Bildungsstreik zu veranstalten. Auf mehreren Planungstreffen unter anderem in Erfurt, Kassel und Berlin wurden der Zeitraum, Forderungen und Aktionen für einen bundesweiten Bildungsstreik im Sommer erarbeitet. Doch auch parallel zu diesen länderübergreifenden Planungen fanden regionale Bildungsproteste statt. In Bayern demonstrierten am 13. Mai mehr als 17.000 junge Menschen in 13 Städten für die Abschaffung der Studiengebühren.

### Bildungsstreik im Juni
Vom 15.–19. Juni 2009 fand der erste bundesweite Bildungsstreik 2009 statt. Studenten, Schüler und andere Gruppen beteiligten sich an zahlreichen Aktionen und Demonstrationen für ein besseres Bildungswesen. Die Proteste kritisierten vor allem die Einführung von Studiengebühren sowie die Umsetzung der Bologna-Reform. Sie forderten ein selbstbestimmteres Lernen, eine bessere Finanzierung der Hochschulen sowie mehr Mitbestimmung. Am bundesweiten Demonstrationstag demonstrierten nach Angaben des Veranstalters mehr als 200.000 junge Menschen, ein großer Teil davon Schüler.

### Bildungsstreik im Winter
Bereits kurz nach dem Ende des Bildungsstreiks wurde auf einem Treffen in Bonn die Fortsetzung der Proteste im November 2009 beschlossen. Neben einem großen, dezentralen Demonstrationstag am 17. November einigte man sich auf zentrale Demonstrationen gegen die Kultusministerkonferenz in Bonn und gegen die Hochschulrektorenkonferenz in Leipzig. Die Wahl auf den 17. November, an dem mehr als 85.000 junge Menschen demonstrierten, fiel insbesondere um die Proteste im Rahmen der internationalen Global Week of Action for Free Education stattfinden zu lassen. Vor dem dezentralen Demonstrationstag kam es zu spontanen Hörsaalbesetzungen in Deutschland, nachdem es bereits in Österreich Besetzungen für ein besseres Bildungswesen begonnen hatten. In der Öffentlichkeit wurden in Folge Bildungsstreik und Besetzungen zumeist synonym behandelt, wenngleich sich nicht alle Besetzungen explizit als Teil des Bildungsstreiks verstanden.

### Besetzungen

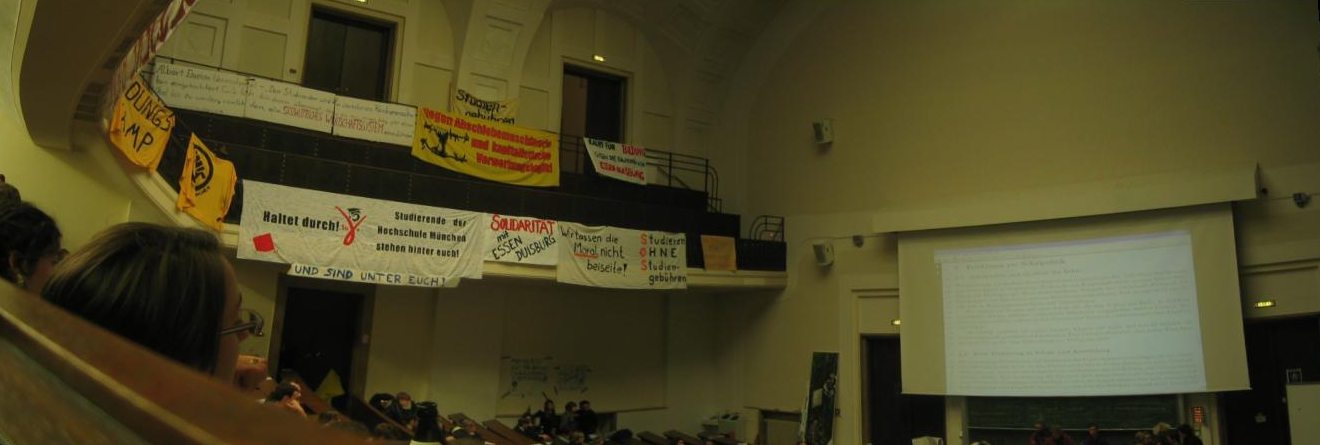
Besetztes Audimax der LMU München

Nach dem Vorbild der Studentenproteste in Österreich wurden auch an der Ruprecht-Karls-Universität Heidelberg am 3. November 2009 Hörsäle von etwa 150 teilnehmenden Studenten besetzt. In den folgenden Wochen wurden in mehr als 60 deutschen Städten Hörsäle besetzt. Durch die Besetzungen sollten Räume geschaffen werden, in denen über Missstände im Bildungswesen diskutiert und auf diese aufmerksam gemacht werden kann.
Die Mehrheit der Besetzungen wurde noch vor dem Weihnachtsfest 2009 beendet, ein Teil davon zwangsweise:
Am Morgen des 6. November 2009 wurde das Auditorium maximum der Westfälischen Wilhelms-Universität Münster von der Polizei auf Bitten der Rektorin Ursula Nelles geräumt. Die Räumungsaktion verlief friedlich. Die beteiligten Studenten wurden wegen Hausfriedensbruch angezeigt.
Ebenfalls wurde die Blockade des Audimax an der Philipps-Universität Marburg wieder aufgehoben. Die Studenten selbst beendeten die Besetzung, um negativen Konsequenzen wie Strafanzeigen oder Zwangsexmatrikulation zu entgehen. Nachdem die Polizei am 2. Dezember 2009 das besetzte Casino der Johann Wolfgang Goethe-Universität Frankfurt am Main geräumt hatte, stellte die Universitätsleitung fest, dass während der zwei Tage dauernden Besetzung durch Sachbeschädigung ein Schaden in Höhe von 200.000 bis 400.000 Euro entstanden sei. Auch nach dem Ende der Besetzung an der Ludwig-Maximilians-Universität München stellte die Kriminalpolizei fest, dass durch Sachbeschädigungen, unter anderem der historischen Universitätsorgel, Schaden in Höhe eines „hohen fünfstelligen Euro-Betrag“ entstanden sei. Ein Polizeisprecher hielt fest, dass unter den 22 am Tag der Räumung verbliebenen Besetzern nur acht Studenten gewesen sein, dafür 13 Punks und ein Obdachloser. Allerdings waren bereits einige Tage zuvor die Zugänge zur Universität verschlossen und die Versorgung des besetzten Hörsaals mit Lebensmitteln unterbunden worden, um den Protest „auszuhungern“. Die Besetzer fürchteten eine „stille Räumung“. Die Studenten in Augsburg verließen freiwillig am 22. Dezember den damals größten Hörsaal, nachdem die Universitätsleitung einen Forderungskatalog zur Beratschlagung annahm. Anders gestaltete sich die Situation etwa an der Universität Regensburg, wo sich die seit dem 18. November 2009 formierte Besetzung erst zum 1. März 2010 auflöste.

## Forderungen

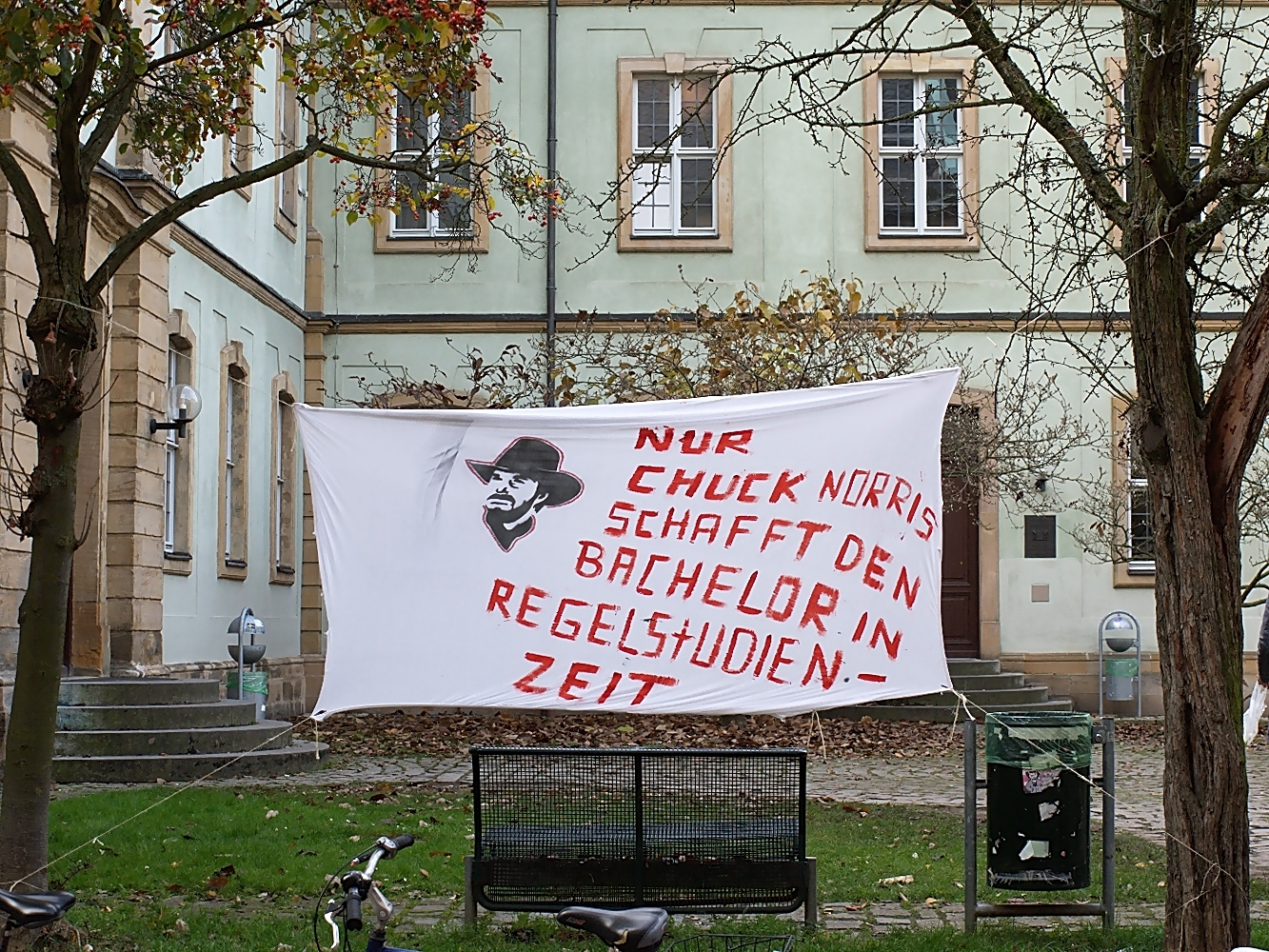
Protestbanner auf dem Gelände der Universität Bamberg

Die Forderungen der protestierenden Studenten betrafen unter anderem die Abschaffung von Zugangsbeschränkungen zum Hochschulsystem in Form von Studiengebühren und Numerus clausus. Zudem wurde der Bolognaprozess stark kritisiert, da das eingeführte Bachelor- und Mastersystem in seiner derzeitigen Form zu hohem Leistungsdruck und Verschulung an Universitäten führe. Außerdem wurden zentrale Ziele des Prozesses wie die Steigerung der Mobilität unter Studenten und die Schaffung eines hochwertigen Studienabschlusses nach Ansicht der Protestierenden nicht erreicht.
Zudem sprachen sie sich gegen die ihrer Ansicht nach zunehmenden Einflüsse von privaten Unternehmen auf die universitäre Bildung aus und empfanden dies als Einschränkung der Selbständigkeit von Hochschulen. Diese Abhängigkeit wird ihrer Ansicht nach unter anderem durch zunehmende Drittmittelabhängigkeit und den Einfluss von Wirtschaftsvertretern in hohen Universitätsgremien ausgedrückt. Deswegen forderten zur Gewährung der Universitätsunabhängigkeit die Ausfinanzierung der Bildungsstätten durch den Staat. Gleichzeitig wurden als hierarchisch und undemokratisch empfundene Strukturen und Gremien in Bildungsstätten kritisiert. Vor diesem Hintergrund fand in manchen Städten auch die Diskussion zu einer Zivilklausel statt, in Tübingen ist diese seitdem rechtskräftig und in die Grundordnung der Universität Tübingen aufgenommen worden. Des Weiteren forderten die Protestierenden die Beendigung prekärer Beschäftigungsverhältnisse von Angestellten im Bildungsbereich.

## Reaktionen
Einige Bündnisse und Organisationen folgten dem Aufruf des Bildungsstreiks, die Aktionen zu unterstützen und haben ihre Solidarität bekundet, unter ihnen auch Parteien wie die SPD, Bündnis 90/Die Grünen, Die Linke und die Piratenpartei. In der Hochschule Coburg übernachtete die bayerische SPD-Landtagsabgeordnete Susann Biedefeld für eine Nacht und stellte sich hinter die Ziele der Coburger Besetzer. In Saarbrücken besuchte der saarländische Landesvorsitzende der SPD den besetzten Musiksaal und sprach seine Solidarität aus.
Der Deutsche Philologenverband kritisierte hingegen, dass die Forderungen ein „diffuses Bild“ abgäben und die Proteste zudem „durch linksextreme und politikunfähige Organisationen entscheidend mitgestaltet werden“. Insgesamt werde eine Chance zur Mitgestaltung vertan. Auch der Ring Christlich-Demokratischer Studenten (RCDS) kritisierte, dass die Forderungen zu wenig Substanz hätten und bezeichnete die Streiks als „puren Aktionismus“.
Kritik gab es auch von studentischer Seite. In einem von Spiegel Online veröffentlichten Streitgespräch wurde bemängelt, dass „20 Leute die Vorlesungen von über tausend Wirtschaftswissenschaftlern“ blockieren würden. An einigen Hochschulen wurden daher von Besetzern und Hochschulleitung Ersatzräumlichkeiten für Veranstaltungen, die von den Besetzungen betroffen waren, zur Verfügung gestellt. Vor allem aus Bereichen wie zum Beispiel den Wirtschaftswissenschaften und anderen Studiengängen, oder auch der LHG (Liberale Hochschulgruppe) blieb der Protest oft aus und Studenten gerieten des Öfteren aneinander.

## Auswirkungen
Die Proteste und Besetzungen im Jahr 2009 weckten großes Medieninteresse und führten zu einem vermehrten öffentlichen Diskurs über bildungspolitische Fragen. Bundesbildungsministerin Annette Schavan kündigte eine Erhöhung des BAföG an. An einigen Hochschulen, wie beispielsweise an der Universität Bamberg, wurden die Studiengebühren gesenkt. In Bayern wurde eine Arbeitsgruppe aus Studenten, Hochschul- und Ministeriumsvertretern ins Leben gerufen, die über die Einführung einer Verfassten Studentenschaft beraten sollte. Weiterhin sollten Studienpläne und Prüfungsordnungen der neuen Bachelorstudiengänge überprüft und gegebenenfalls geändert werden.
Während Jan-Martin Wiarda in der Zeit schreibt, die Proteste hätten die „Unis besser gemacht“, meint Wolfgang Fach in der FAZ, dass das Erreichte lediglich „mehr Spielraum für den Stillstand“ bedeute und nötige Reformen zurückgenommen worden seien.